# Parameloe
Parameloe is een geslacht van kevers uit de familie oliekevers (Meloidae).
Het geslacht is voor het eerst wetenschappelijk beschreven in 1933 door Denier.

## Soorten
Het geslacht omvat de volgende soort:
- Parameloe alatus Denier, 1933